# Mietvilla Felix Sommer
Die Mietvilla von Felix Sommer liegt in der Wilhelm-Busch-Straße 16 im Stadtteil Niederlößnitz der sächsischen Stadt Radebeul. Sie wurde 1909/10 durch den Architekten und Baumeister Felix Sommer errichtet, der auf der gegenüberliegenden Straßenseite in der Wilhelm-Busch-Straße 11/13 die von seinem ehemaligen Chef Adolf Neumann übernommene Bauunternehmung betrieb.

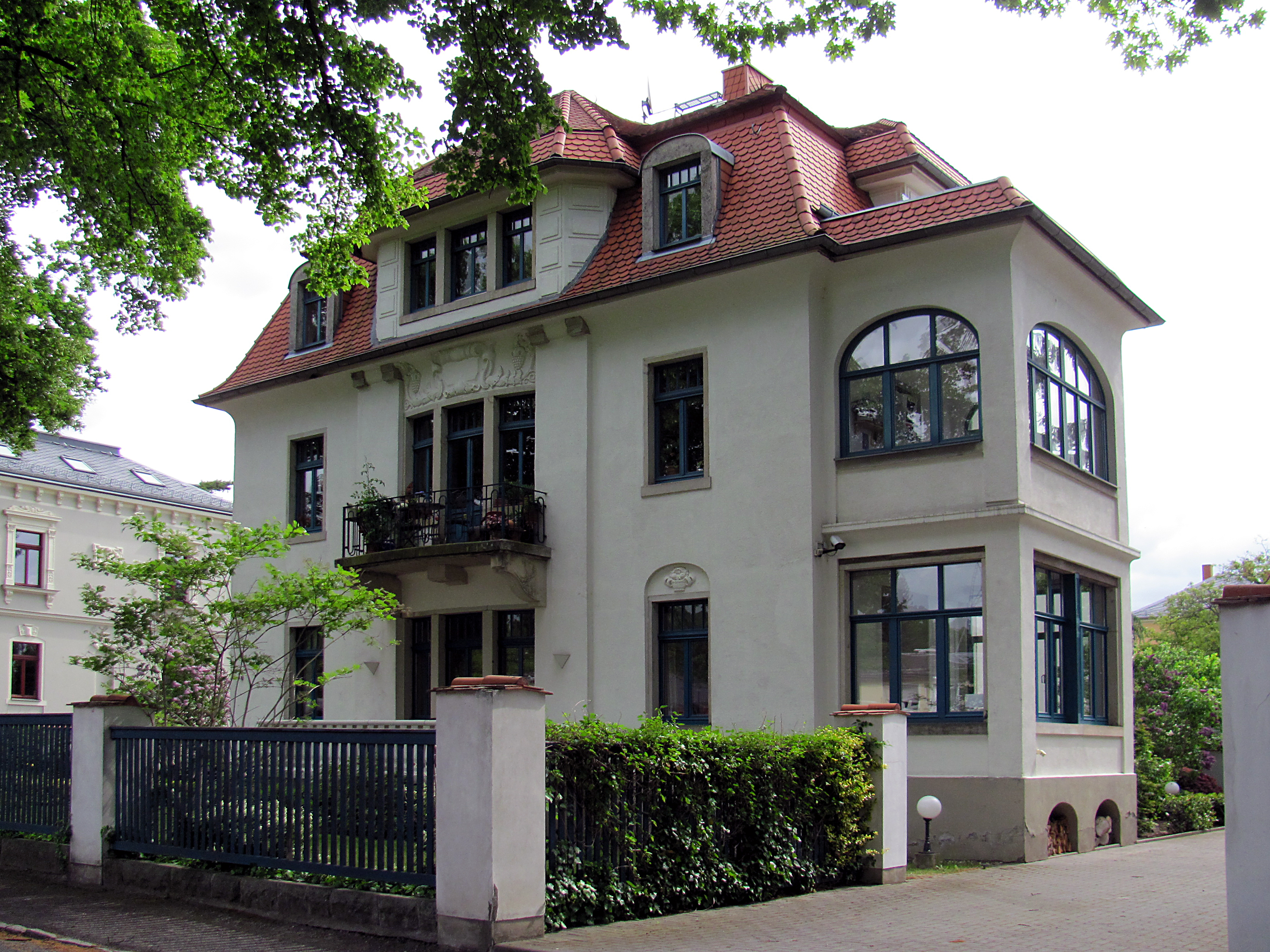
Mietvilla Felix Sommer

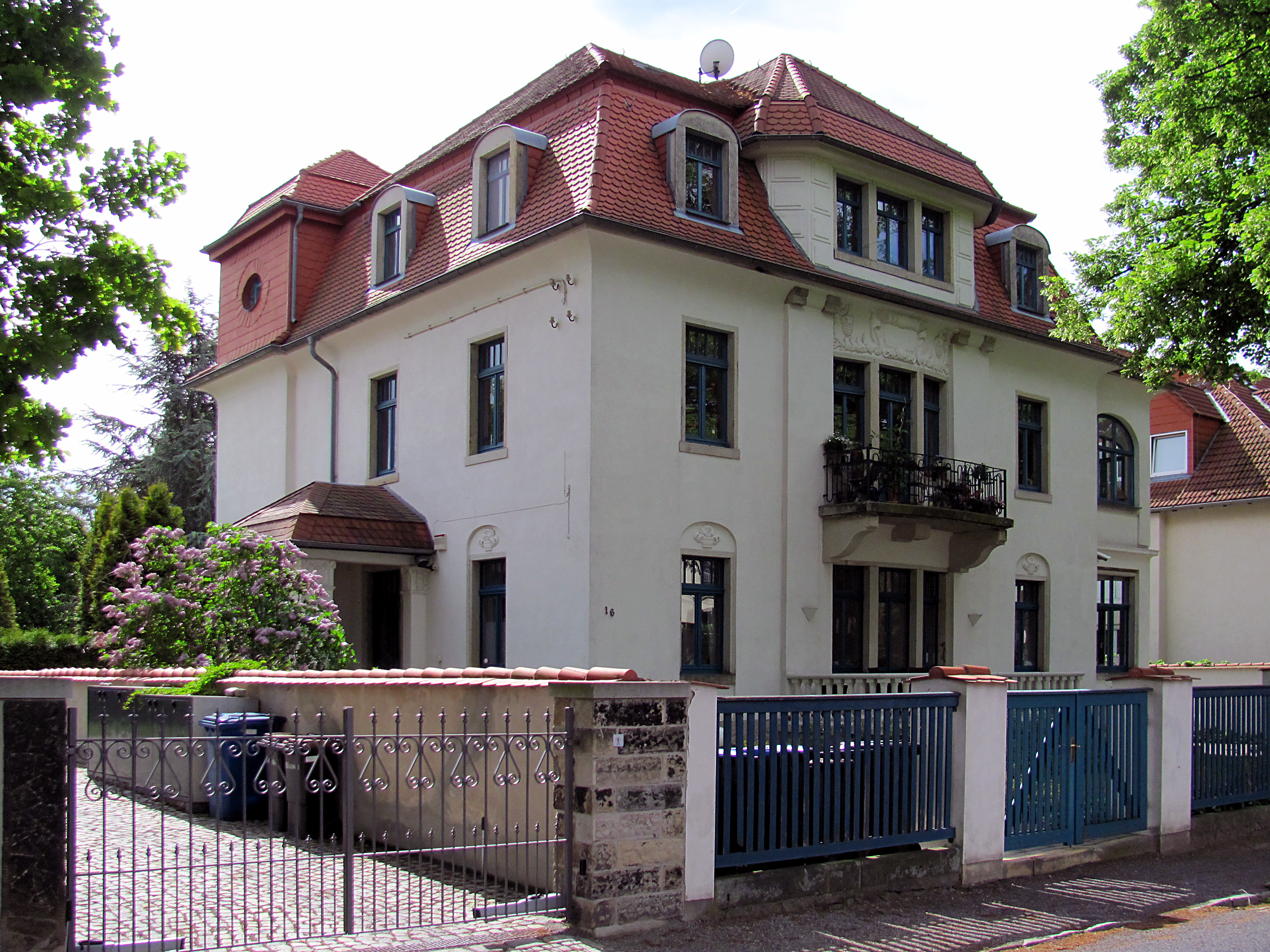
Mietvilla Felix Sommer

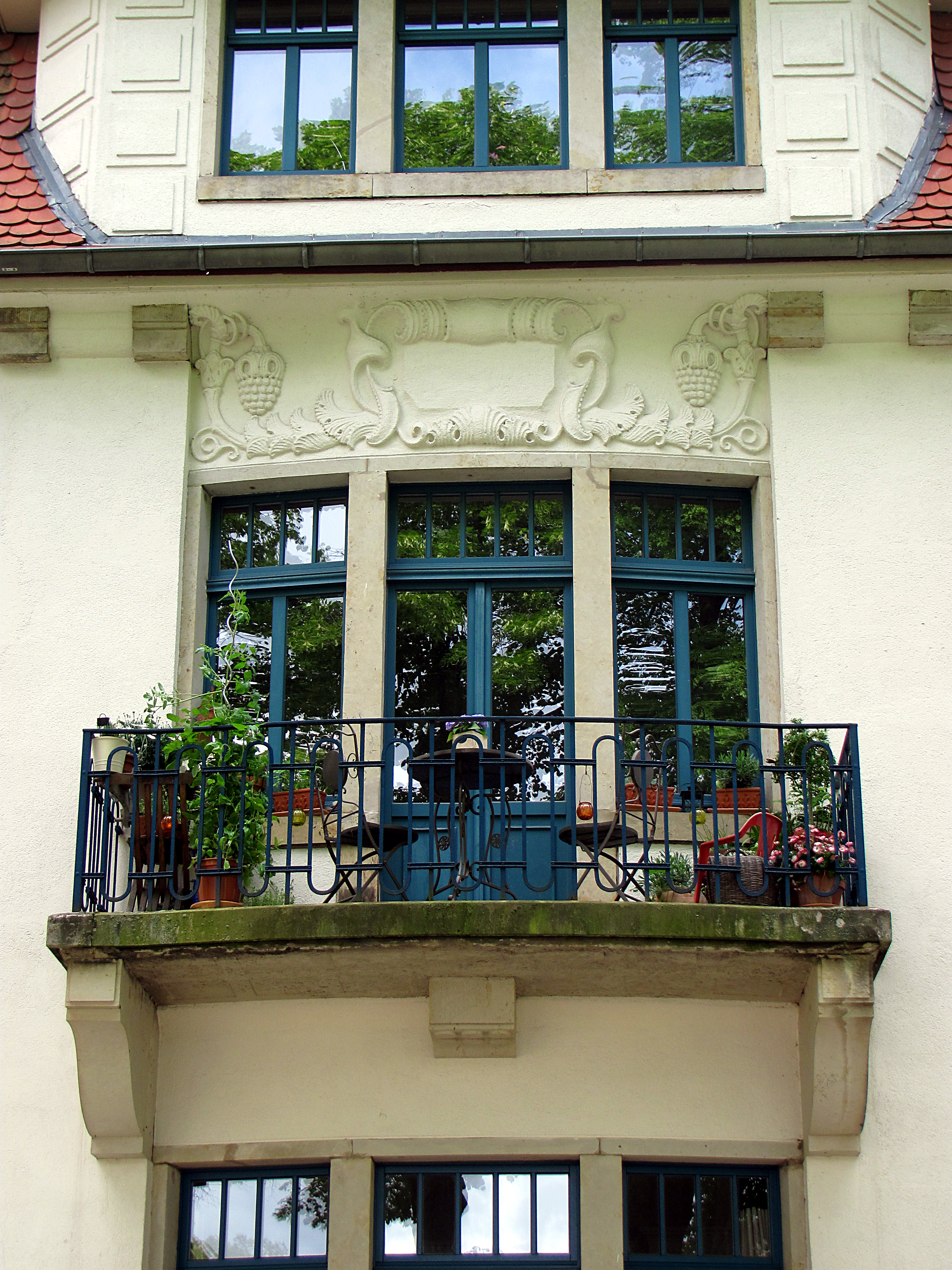
Mietvilla Felix Sommer: Ornamentik am Risalit

Das freistehende Wohnhaus ist ein „markantes Beispiel der versachlichten Architektur nach 1900, auch Reformstil genannt, vor allem baugeschichtlich bedeutend“.

## Beschreibung
Die mitsamt Einfriedung unter Denkmalschutz stehende Mietvilla ist ein zweigeschossiges Wohnhaus mit einem ausgebauten, ziegelgedeckten Mansarddach. Es steht auf einem Bruchsteinsockel.
In der symmetrischen Straßenansicht steht mittig ein Risalit, der vor dem Dach als polygonales Dachhaus ausgebildet ist, welches durch ein eigenes Mansarddach abgeschlossen wird. Vor dem Obergeschoss des mit Drillingsfenstern versehenen Risalits hängt ein Balkon. In der rechten Seitenansicht nach Süden hin steht eine massive, zweigeschossige Veranda mit einem Austritt obenauf für die Dachgeschosswohnung. Die Brüstung wird, angepasst an die Mansarddachsituation, als Ziegeldachband versteckt. Nach Norden hin, also in der linken Seitenansicht, steht auf breiten Pfeilern ein Eingangsvorbau. Auf der Gebäuderückseite findet sich ein dreigeschossiger Anbau mit abgesetztem Mansard-Zeltdach, unter dem sich ursprünglich die Mädchenkammern befanden.
Der glatt verputzte Bau weist im Erdgeschoss über den außerhalb des Risaliten gelegenen Fenstern korbbogige Blendnischen auf. Innerhalb dieser und auch am Mittelrisalit finden sich vegetabile Stuckornamente, wie sie zum Jugendstil gehören.
Die Einfriedung besteht aus Holzzaunfeldern mit Basis- und Deckbrettern als Wetterschutz, die zwischen kräftigen Putzpfeilern angebracht sind. Die Pfeiler tragen Ziegelabdeckungen.

## Geschichte
Baumeister Felix Sommer (1878–1934) stellte über seine Bauunternehmung Adolf Neumann Nachf. im Juni 1909 den Bauantrag für seine Mietvilla, in der er auch wohnen wollte. Das Grundstück lag genau gegenüber seinem Unternehmenssitz. Im März 1910 war der Bau fertiggestellt und wurde zur Brandkasse angemeldet.
Die Veranda wurde 1913 aufgestockt, gleichzeitig erfolgte der Anbau auf der Gebäuderückseite.